# Wyk auf Föhr
Wyk auf Föhr (frisó septentrional Wik, danès Vyk på Før) és un dels municipis de l'illa de Föhr (Illes Frisones) que forma part del districte de Nordfriesland, dins l'Amt Föhr-Amrum, a l'estat alemany de Slesvig-Holstein. Inclou els dos districtes menors de Boldixum i Südstrand. Segons el cens de 2022 compta una població de 4.217 habitants.

## Història
El 1704 li va ser atorgat els drets d'un port marítim, i dos anys després, els drets de mercat. En 1819 es va crear un balneari al costat del mar, el primer del seu tipus a Schleswig-Holstein.
D'aquesta manera l'Estat va començar a pujar de nivell amb la regió del Mar Bàltic (Heiligendamm, 1794) i l'àrea marítima del Nord-est de Frísia (Norderney, 1794). En el primer any, hi arribaren 61 persones, el 1820 hi havia 102, però només a partir de 1840 el nombre va superar els 200. De 1842 a 1847 el rei Cristià VIII de Dinamarca va triar Wyk com el seu lloc d'estiueig, cosa que va atreure nombrosos turistes. En 1844, Hans Christian Andersen va seguir el seu rei a Wyk i se sap que va dir sobre la platja de Wyk: "Em banyava cada dia i he de dir que era l'aigua més notable om mai he estat". No obstant això, Andersen també va criticar els problemes per viatjar allà. Per exemple, des d'Hamburg per carretera, un viatger necessitava quatre dies per arribar a Föhr, per vaixell a través via Helgoland es feia en dos dies només, però incloïa el risc de malaltia.
El 1910 Wyk va obtenir els drets de ciutat per complet.
El promontori de Sandwall no només ofereix una vista sobre el mar, sinó també una vista sobre les Halligen, ja estimada pel rei Cristià. Es compta entre els paisatges marítims més bells d'Alemanya.
El 2002 Wyk pertanyia als deu més importants centres de turisme de Schleswig-Holstein: 46.368 visitants, 325 (0,7%) dels quals des de l'estranger o a l'estranger, reserva 492.041 pernoctacions. La ciutat tenia 4.733 llits per oferir.

## Personatges il·lustres
- Stine Andresen, poeta en alemany i en fering.
- Friedrich Christiansen, pilot d'aviació i criminal de guerra nazi.